# Lloyd Keaser
Lloyd Keaser (n. 9 februarie 1950, Pumphrey⁠(d), comitatul Anne Arundel, Maryland, SUA) este un luptător ce a reprezentat Statele Unite ale Americii, medaliat olimpic. A participat la o ediție a Jocurilor Olimpice (1976) în care a câștigat o medalie de argint.

## Participări
Lista de mai jos prezintă principalele competiții la care a participat Lloyd Keaser de-a lungul carierei.
- wrestling at the 1976 Summer Olympics – men's freestyle 68 kg[*]